# Barwaha
Barwai o Barwaha fou un estat tributari protegit del tipus zamindari, format per una pargana a l'estat d'Indore, agència de Bhopawar a l'Índia central. La formaven 20 pobles amb uns ingressos inicials de 7000 lliures que el 1824 eren només de 2300 lliures. La terra era fèrtil. La capital era Barwai (Barwaha) a 1 km al nord del Narbada (a la vora del seu afluent el Choral) i uns 50 km a l'est de Mahesar 22° 15′ N, 76° 03′ E / 22.250°N,76.050°E que antigament es va dir Babulikhera. Sivaji Rao Holkar hi va residir algunes temporades en un palau proper. També tenia una fortalesa i un temple anomenat Jayanti Mata. Fou declarada municipalitat abans de 1881.
El zamindari es va formar el 1678 per Kana Suraj Mal. Fou posat sota control d'Indore el 1867 junt amb Dhargaon, Khasrawada i Mandlesar.